# Aish HaTorah
Vous pouvez aider à l'améliorer ou bien discuter des problèmes sur sa page de discussion.
- Il ne s’appuie pas, ou pas assez, sur des sources secondaires ou tertiaires. (Marqué depuis avril 2021)
- Son ton est trop promotionnel ou publicitaire, voire hagiographique. Le texte doit adopter un ton neutre et encyclopédique. (Marqué depuis avril 2021)

- Archive Wikiwix
- Bing
- Cairn
- DuckDuckGo
- E. Universalis
- Gallica
- Google
- G. Books
- G. News
- G. Scholar
- Persée
- Qwant
- (zh) Baidu
- (ru) Yandex
- (wd) trouver des œuvres sur Wikidata

Aish HaTorah (« le feu de la Torah »), est une organisation juive orthodoxe ashkénaze et une yechiva. 

## Présentation
L'organisation Aish HaTorah, activement pro-Israël, encourage les Juifs à visiter Israël et à s'intéresser au pays et à son histoire. D'un point de vue religieux, néanmoins, elle suit une philosophie à dominante Haredi. Certains ont revendiqué que l'organisation reflétait une philosophie attachée au sionisme religieux, de par son attachement à Israël, promouvant la fierté juive et envoyant de jeunes juifs américains en Israël.
La mission déclarée de l'organisation est « fournir des opportunités aux Juifs de tous les milieux de découvrir leur héritage ». Ses quartiers généraux sont situés dans la vieille ville de Jérusalem. Le gouvernement d'Israël lui attribua 40 % des terres en face du mur des Lamentations. L'organisation a des filiales dans 35 villes du monde. Chaque filiale a une gouvernance et des fonds indépendants.
À Jérusalem, la yechiva Aish HaTorah offre aussi bien des cours sans rendez-vous pour débutants, que des programmes d'études intensifs pour les personnes juives de tous milieux sociaux et de tous niveaux de connaissance. Les domaines d'études incluent le Tanakh, le Talmud, l'histoire du peuple juif, la philosophie juive et des oulpans d'hébreu. Comme les lycées américains accrédités, la yeshiva propose des diplômes de lycée et d'université aux étudiants.
Le programme d'« ordination » (Semikha) rabbinique combine étude classique du Talmud et enseignement intensif dans l'assistance et le leadership. 250 hommes ont terminé ce programme rabbinique, assumant des rôles religieux et de « leaders » dans plusieurs communautés juives dans le monde.
Aish.com, le site de l'organisation sur internet, a bénéficie ou bénéficie du soutien de plusieurs célébrités, comme Steven Spielberg, Mikhaïl Gorbatchev et Margaret Thatcher.

## HonestReporting
Au Royaume-Uni, en octobre 2000, Shaul Rosenblatt, fondateur et directeur d'Aish Hatorah, crée HonestReporting, une organisation pro-israélienne de surveillance des médias,  en réponse à la controverse sur la photographie de Tuvia Grossman au début de la deuxième Intifada.